# Peter Fitzgerald
Peter Gosselin Fitzgerald, född 20 oktober 1960 i Elgin i Illinois, är en amerikansk republikansk politiker. Han representerade delstaten Illinois i USA:s senat 1999–2005.
Fitzgerald avlade 1982 grundexamen vid Dartmouth College och var sedan Rotarystipendiat vid Aristotelesuniversitetet i Thessaloniki. Sin juristexamen avlade han 1986 vid University of Michigan och arbetade därefter som företagsjurist. Han var ledamot av delstatens senat 1992–1998.
Fitzgerald besegrade den sittande senatorn Carol Moseley Braun i senatsvalet 1998 med 50,35% av rösterna mot 47,44% för Moseley Braun. Han ställde inte upp för omval efter en mandatperiod i senaten och efterträddes 2005 som senator av Barack Obama.
Han är gift med Nina Fitzgerald sedan 1987.